# Josef Maria z Thun-Hohensteinu
Josef Maria hrabě z Thunu a Hohenštejna (německy Joseph Maria Graf von Thun und Hohenstein, 24. května 1713, Trident - 15. června 1763, Mattighofen) byl biskup gurský a kníže-biskup pasovský.

## Život
Josef Maria se narodil jako syn hraběte Josefa Jana z Thunu a jeho manželky Markéty Veroniky, rozené hraběnky z Thunu.
V roce 1739 ve svých 16 letech se stal kanovníkem v Salcburku, o dva roky později také v Pasově a následně v proboštství sv. Petera v Augsburgu. V roce 1731 studoval v Salcburku právní vědy a teologii. Poté odešel jako vyslanec uherského krále do Říma, kde zastával úřad auditora Římské roty.
14. října 1741 ho císařovna Marie Terezie jmenovala do funkce biskupa gurského a 11. ledna 1742 ho v této funkci potvrdil salcburský arcibiskup Leopold Antonín z Firmianu a 18. února 1742 ho papež Benedikt XIV. po dispensu do požadovaného kanonického věku (v té době mu bylo 29 let) vysvětil na biskupa. Kvůli své funkci uherského viceministra však pobýval dlouhodobě v Římě, proto byl správcem generálním vikářem gurské diecéze jmenován biskup Václav Bukovský.
V roce 1740 musel kardinál státní sekretář jménem Marie Terezie předložit remonstraci proti breve, v níž papež uznal Karla VII. Bavorského za císaře. Touto diplomatickou činností upadl v nemilost papeže a v roce 1744 navždy Řím opustil.
Po návratu do gurské diecéze působil jako horlivý biskup a ve Štrasburku zřídil kněžský seminář, jehož prvním představeným byl benediktin Gregor Zallwein. V roce 1753 byl také administrátorem diecéze lavantské a salcburským generálním vikářem pro Korutany.
10. listopadu 1761 byl jednohlasně zvolen pasovskou katedrální kapitulou biskupem a 23. května 1762 byl intronizován. Během své krátké vlády, trvající jen 19 měsíců, usiloval o zlepšení školského systému, včetně zřízení semináře. V roce 1762 vydal první díl překladu Nového zákona s poznámkami.
Biskup hrabě Josef Maria z Thunu a Hohenštejna zemřel 15. června 1763 při vizitační cestě v Mattighofenu. Pochován byl v kryptě katedrály sv. Štěpána v Pasově.